# Molybdite
La molibdite è un minerale del molibdeno della classe degli ossidi costituito da triossido di molibdeno MoO3.
Potrebbe trattarsi dell'ocra molibdica di William Phillips e altri autori del XIX secolo.
Robert Greg e William Lettsom l'hanno rinominata molibdite tra il 1854 e il 1858 in quanto contenente molibdeno ed ossigeno. Il nome è stato cambiato in quello attuale da August Breithaupt nel 1858.

## Caratteristiche
La molibdite è un ossido con formula chimica MoO3, è una specie approvata dall'Associazione Mineralogica Internazionale. Cristallizza nel sistema ortorombico. La sua durezza nella scala di Mohs è tra 3 e 4. Secondo la classificazione di Nickel-Strunz, la molibdite appartiene alla categoria "04.EA: ossidi e idrossidi con rapporto metallo:ossigeno <= 1:2", insieme alla tantite.

## Formazione e giacitura
Questa specie è stata scoperta in un filone di quarzo nell'area di Knöttel, a Krupka, nella regione di Teplice (Distretto di Ústí nad Labem, Repubblica Ceca). Nonostante non sia una specie molto comune, è stata descritta come presente in tutti i continenti del pianeta ad eccezione dell'Antartide.
Nei territori parlanti catalano è stata descritta nelle miniere di Costabona, situate nella località di Prats de Molló e La Presta, nella regione di Vallespir (Catalogna del Nord). È stata anche menzionata nella miniera Fra Joan, a Setcases, e nella miniera Roca del Turó, a Molló, entrambe località della provincia di Girona (Catalogna).